# Once Upon a Star
Once Upon a Star è il secondo album in studio del gruppo musicale scozzese Bay City Rollers, pubblicato nel 1975.

## Tracce
Side 1
1. Bye, Bye, Baby (Bob Crewe, Bob Gaudio) – 2:50
2. The Disco Kid (Eric Faulkner, Stuart Wood) – 3:16
3. La Belle Jeane (Faulkner, Wood) – 4:01
4. When Will You Be Mine (Johnny Goodison, Phil Wainman) – 2:32
5. Angel Baby (Faulkner, Wood) – 3:52
6. Keep on Dancing (Allen Jones, Willie David Young) – 2:42

Side 2
1. Once Upon a Star (Faulkner, Wood) – 3:00
2. Let's Go (A Huggin' and a Kissin' in the Moonlight) (Goodison, Wainman) – 3:28
3. Marlina (Faulkner, Les McKeown, Wood) – 3:01
4. My Teenage Heart (Faulkner, Wood) – 2:31
5. Rock & Roll Honeymoon (Goodison, Wainman) – 2:45
6. Hey! Beautiful Dreamer (Faulkner, McKeown, Wood) – 3:49

## Formazione
- Les McKeown – voce
- Eric Faulkner – chitarre, violino, basso, mandolino, cori
- Stuart "Woody" Wood – chitarre, basso, piano, cori
- Alan Longmuir – basso, fisarmonica, cori
- Derek Longmuir – batteria